# Demetrio (Jommelli)
Demetrio és una òpera en tres actes composta per Niccolò Jommelli sobre un llibret italià de Pietro Metastasio. S'estrenà al Teatro real de Parma la primavera de 1749. Molt probablement era l'òpera que s'estrenà el 4 de novembre de 1755 al Teatre de la Santa Creu de Barcelona.

## Altres compositors
El compositor belga Antoine-Frédéric Gresnick va compondre una òpera amb el mateix nom, que fou estrenada a Londres alguns anys més tard, però també dintre del segle xviii.